# Abraham Lincoln: cazador de vampiros
Abraham Lincoln: cazador de vampiros (titulada Abraham Lincoln: Vampire Hunter en el original en inglés) es una película estadounidense de terror y fantasía de 2012 dirigida por Timur Bekmambetov y escrita por Seth Grahame-Smith, quien también escribió la novela en la que se basa el filme, Abraham Lincoln, Vampire Hunter. La película está protagonizada por Benjamin Walker como Abraham Lincoln, quien en la novela y la película tiene una identidad secreta como cazador de vampiros. La película se produjo en 3D, y la filmación comenzó en Luisiana en marzo de 2011. Se estrenó en junio de 2012.

## Sinopsis
Abraham Lincoln: cazador de vampiros cuenta la vida oculta de Abraham Lincoln (Benjamin Walker), quien además de ser Presidente de los Estados Unidos también fue un cazador de vampiros tras enterarse de que su madre murió asesinada por una de esas criaturas, dando pie así a una nueva visión de las sangrientas tradiciones vampíricas.

## Argumento
La película comienza con el significado del nombre "Abraham", para luego ser reemplazado por las palabras de Lincoln mientras un tal "Henry" leía un diario que le había dejado. Se muestra a continuación una escena que había sucedido años antes, donde aparece un pequeño Abraham Lincoln viviendo con su familia en un pueblo, cerca de un río en Indiana. El pequeño ayudaba a su padre cuando aparece un hombre azotando a un amigo suyo, Will Johnson, que era un niño negro que había tratado de salvar a sus padres de ser vendidos como esclavos. Lincoln trata de ayudar pero su padre lo detiene, y cuando le dan un latigazo a Will decide intervenir, pero el esclavista también empieza a azotar a Abraham y su padre lo salva a él y a Will, golpeando al esclavista y haciéndolo caer al agua.
Luego de eso, aparece un nuevo hombre (alto, bien vestido y usando gafas oscuras) quien se ríe del padre y le reclama que la deuda que le deben se la paguen con intereses y, cuando el padre de Abraham se enfada con el, este le apunta con una pistola para que se calme. La madre de Abraham sale de la casa defendiendo la libertad de los negros, pero por las acciones de su hijo, Thomas Lincoln es despedido. Una noche, el pequeño Abraham escucha unos pasos. El niño se esconde en una repisa y, a través de ella ve al mismo hombre que le había apuntado a su padre entrando en la habitación, para luego acercarse al cuello de su madre para morderle y tras unos días, cae gravemente enferma y queda descansando en la cama. Ella le pide a su hijo Abraham que le abrace y le lea su diario, después de unas horas ella cierra los ojos y luego muere.
Después de varios años, con Abraham convertido ya en un joven hombre, con su padre muerto y tratando de buscar venganza por la muerte de su madre. Una noche, en un bar, conoce a un tipo llamado Henry Sturgess (quién también usaba lentes oscuros y vestía elegantemente) quien descubre su plan. Sin embargo, sigue con su plan y sale en busca de Jack Barts (el asesino de su madre). Cuando lo encuentra trata de atacarlo por la espalda sin tener éxito. Una pelea brusca ocurre entre los dos, en la cual Abraham queda impresionado por la fuerza de su atacante. Barts deja muy malherido al joven, pero Lincoln logró darle un disparo en su ojo. El hombre, furioso, arremetió contra su contrincante (que estaba tumbado en el piso sangrante e inconsciente) pero en el último segundo aparece Henry, quien lanzó a Barts por los aires.
Abraham despierta una mañana vendado y acostado en una cama desconocida, donde pudo apreciar lo herido que había quedado. Escucha ruidos en el piso de abajo, por lo cual baja a investigar una habitación donde Henry estaba teniendo intimidades con una mujer llamada Gabrielle. Lincoln avergonzado se va al estudio de Sturgess, él cual lo encuentra y le dice que no importa. Abraham le pregunta que era eso que lo había atacado (por la impresión acerca de su fuerza y su resistencia luego de haber sido disparado), a lo que Henry le responde: "un vampiro". y le explica que los vampiros llevan años en el Nuevo Mundo y que uno de ellos el líder de todos. El líder de todos, llamado Adán, vive en nueva Orleans con su hermana Vadoma. Henry ayuda Abraham Lincoln a ser un cazador de vampiros y le entrega un hacha especial de plata, un metal mortífero para los vampiros. Después lo envía a cazar a los vampiros en Springfield y le entrega un reloj de plata. Mientras, Henry, envía cartas a Lincoln, este se hace amigo de un comerciante llamado Joshua Speed y consigue trabajo y alojamiento en su tienda. Por la noche, Lincoln busca y mata a los vampiros que Henry le indica. Hasta que un día conoce a Mary Todd quien actualmente se dedica a ayudar a Stephen A. Douglas (Alan Tudik) y se enamora de ella . Los dos van a un baile en el que Lincoln le cuenta a Mary Todd que él es un cazador de vampiros cuando vuelven él se reencuentra con su viejo amigo Willian H. Johnson que le explica que él había escapado de unos esclavistas y que necesita un acta de libertad, Lincoln decide ayudar a Willian pero se encuentran con los esclavistas, pelean y terminan con Will y Abraham en la cárcel. Luego Mary Todd los ayuda a salir de la cárcel y Will le dice a Abraham que lo va a ayudar a Lincoln a derrotar a los vampiros. Un día Lincoln escribía su diario después de hacer una campaña y encuentra a Jack Barts y decide perseguirlo. Lo persigue en medio de una estampida de caballos en los riscos y luego lo atrapa y liquida pero antes de morir , Jack le cuenta a Lincoln que Henry Sturgess era un vampiro también Lincoln encuentra Sturgess quien le cuenta que hace siglos atrás el y su esposa habían sido atacados por Adán y sus secuaces y uno de ellos mordió a su esposa, quien murió por tener un alma pura y como Sturgess tenía un alma impura se convirtió en un vampiro cuando Adán le mordió el cuello, trató de matar a Adán pero no pudo, (solo los vivos pueden matar a los muertos) entonces, Henry Sturgess le dice que el busca a un cazador para destruir a Adán.
Luego de unas semanas Lincoln se casa con Mary Todd y decide abandonar su puesto, sin embargo Adán secuestra a William Johnson para atraer a Lincoln a una trampa en su plantación.
Lincoln trata de salvar a Johnson pero Vadoma lo detiene con una silla y finalmente Adán revela su plan de convertir a Estados Unidos en una nación de muertos vivientes. A Continuación, Adam se prepara para forsar a Lincoln para ayudarlo con la amenaza de matar a Johnson, pero el logra salvarlo la intervención con Joshua Speed, y luego escapan a Ohio, con la ayuda de Harriet Tubman. Meses después de que Lincoln se casa con Mary Todd, comienza su carrera política con una campaña para abolir la esclavitud. Sin
embargo Sturgess advierte a Lincoln que la esclavitud ha mantenido a los vampiros bajo control, ya que ellos usan esclavos para su comida y si el trata de libera a los esclavos los vampiros tomara represalias, Al ignorar la advertencia, Lincoln y Sturgess se separan y cortan su relación. Después de la elección de Lincoln como el decimosexto presidente de los Estados Unidos , se trasladó con su esposa a la Casa Blanca y tienen un hijo, llamado William Wallace Lincoln (Cameron M. Brown). Ya instalados en Washington D. C., Lincoln se pone a trabajar para impulsar su Proclamación de Emancipación, con tal de Liberar lo más pronto posible a los esclavos del sur. Pero en la Casa Blanca, Vadoma se infiltra en el cuarto de su hijo disfrazada de doncella, donde ella muerde a William fuera de la vista de Mary Todd. Mientras Abraham y Mary Todd lloran la pérdida de su hijo, Sturgess les ofrece la restauración de la vida de William. Pero Lincoln no acepta la ayuda de Henry sabiendo que su hijo se convertirá en uno más de ellos. Esto enfada a Mary y hace que culpe a Abraham por la desgracia de su hijo.
Con el inicio de la guerra civil estadounidense, el presidente de la confederación, Jefferson Davis (John Rothman) convence a Adán para desplegar sus vampiros en la primera línea, a cambio de expandir su clan contra el norte.
Durante el primer día de La batalla de Gettysburg, la aparición de los vampiros aterroriza al ejército de la unión que resulta no tener defensas, ya que sus armas no son eficaces para ellos.
En la casa blanca, Lincoln contempla la idea de salir de Washington, a continuación se lamenta por que las fuerzas del norte no son eficaces para los vampiros como un tenedor.Entonces recordó la potencia de la plata contra los vampiros, Lincoln ordena fundir toda la plata del norte para fabricar municiones. Sin embargo la creencia de Joshua Speed de que Lincoln está destruyendo la nación, lo obliga a informar a Adán que Lincoln transporta la plata en un tren.
A medida que el tren cruza el campo, Johnson y Speed se mantienen despiertos para proteger la plata. Adán decide ir y detener el tren junto a Vadoma que ha prendido fuego al próximo caballete del puente de troncos. Más tarde Adán y Vadoma envían a sus vampiros a atacar a Lincoln y Johnson. Durante la pelea Henry trata de contarle a Abraham que Speed lo traicionó pero Lincoln no le hace caso, tratando de defenderse de Adán que A abordado el tren.Henry trata de luchar con Adán para salvar a Lincoln, Pero en el curso de la lucha, Adán se enteran de que el ten solo tenía rocas y no la plata.
A Continuación aparece Speed y le revela a Adán que su traición y el tren eran un señuelo planeado por el y Lincoln para a traerlo a él y a sus vampiros a una trampa y poder acabar con todos.
Aunque Adán se enfada y mata a Speed frente a Lincoln, el puente comienza a colapsar bajo el fuego y Lincoln y Johnson tratan de escapar saltando por encima de los vagones hacia la locomotora.
A medida que se acercan al final, Adán empuja las vigas de soporte hacia abajo, Lincoln y Adán se involucran en una pelea a puñetazos en la parte superior del tren, y termina con Lincoln incrustando el reloj de plata en el pecho a Adán causándole la muerte y Sturgess ayudando a los dos a escapar del tren antes de que explote y caiga hacia las llamas. Luego cuestiona a Lincoln sobre la plata y Johnson le explica que hay más de un ferrocarril en la nación.
Mientras tanto los esclavos liberados y Mary Todd Lincoln transportan la plata a través del ferrocarril subterráneo hacia Gettysburg y a los otros campos de batalla.
Allí Mary descubre que Vadoma trata de reclamar una vida más de Lincoln, y la mata disparando con una escopeta cargada con la plata de la espada de juguete de su hijo, vengando así la muerte de William. Los vampiros confederados ahora sin líder, en escena un gran final de asalto y se cumplen cabezas de la unión. Armados con sus nuevas armas y municiones de plata, la infantería de la Unión logra destruir a los vampiros y finalmente ganar la batalla por el norte. Mientras se escucha el discurso de Abraham Lincoln en Gettysburg.
Casi dos meses después, el 14 de abril de 1865 con la guerra de secesión terminada, Sturgess le dice a Lincoln que los últimos vampiros han huido del país por el oriente y le pregunta si quiere ser inmortal para estar unidos siempre, pero Lincoln rechaza su oferta y le pide que cuide su diario. Entonces Henry Sturgess lee el libro, y al final aparece en el 2012 sentado en un bar de Washington: a su lado hay un chico con varias copas de más. Henry supone que podría ser el próximo cazador de vampiros, y le pregunta si ha tomado eso porque va a besar a una chica o va a matar a alguien.

## Elenco
- Benjamin Walker como Abraham Lincoln.
- Lux Haney-Jardine como  Abraham Lincoln (niño).
- Mary Elizabeth Winstead como Mary Ann Todd Lincoln, esposa de Lincoln.
- Jimmi Simpson como Josh Speed.
- Dominic Cooper como Henry Sturgess.
- Anthony Mackie como Will Johnson.
- Robin McLeavy como Nancy Lincoln, madre de Lincoln.
- Curtis Harris como Will Johnson (joven).
- Alan Tudyk como Stephen A. Douglas[2]
- Rufus Sewell como Adán, líder de una orden secreta de vampiros y antagonista principal de la película.
- Cameron M. Brown como William Wallace Lincoln, hijo de Abraham Lincoln.
- John Rothman como Jefferson Davis, el presidente de la Confederación.